# Dampierre-en-Crot
Dampierre-en-Crot is een gemeente in het Franse departement Cher (regio Centre-Val de Loire) en telt 239 inwoners (1999). De plaats maakt deel uit van het arrondissement Bourges.

## Geografie
De oppervlakte van Dampierre-en-Crot bedraagt 22,2 km², de bevolkingsdichtheid is 10,8 inwoners per km².
De onderstaande kaart toont de ligging van Dampierre-en-Crot met de belangrijkste infrastructuur en aangrenzende gemeenten.

## Demografie
Onderstaande figuur toont het verloop van het inwonertal (bron: INSEE-tellingen).